# Rivière d’Or
Die Rivière d’Or ist ein kurzer Fluss im Westen von Dominica im Parish Saint Joseph.

## Geographie
Die Rivière d’Or entspringt am zentralen Bergkamm von Dominica California Estate aus demselben Grundwasserleiter wie der MacLauchlin River, der jedoch nach Osten, zum Castle Bruce River hin entwässert. Die Rivière verläuft nach Westen und mündet nach wenigen hundert Metern bei Bassin Will/Blandy von Osten und links in den Layou River.